# Courville-sur-Eure
Courville-sur-Eure é uma comuna francesa na região administrativa do Centro, no departamento Eure-et-Loir. Estende-se por uma área de 11,15 km². Em 2010 a comuna tinha 2 913 habitantes (densidade: 261,3 hab./km²).